# Josep Alsina i Clota
Josep Alsina Clota (Ripoll, 1923 - Barcelona, 4 de junio de 1993) fue un helenista español, académico de la Real Academia de Buenas Letras de Barcelona.
Fue catedrático de filología griega en la Universidad de Barcelona durante la postguerra. Tradujo al catalán a Teócrito, Eurípides e Hipócrates para la Fundación Bernat Metge, y al castellano a Luciano de Samósata, Eurípides, Esquilo, Tucídides y Menandro. También fue autor de importantes ensayos sobre literatura y mitología griega. Falleció por una enfermedad cardiaca en 1993.

## Selección de obras
- Obras Luciano de Samosata; José Alsina Clota (ed. lit.), Francesca Mestre (ed. lit.), Pilar Gómez (ed. lit.) Consejo Superior de Investigaciones Científicas, CSIC, 2007. ISBN 84-00-07228-6
- Teoría literaria griega Editorial Gredos, 1991. ISBN 84-249-1457-0
- De Homero a Elitis Barcelona : PPV, 1989. ISBN 84-7665-466-9
- El neoplatonismo: síntesis del espiritualismo antiguo Barcelona : Anthropos, 1989. ISBN 84-7658-178-5
- Los grandes periodos de la cultura griega Espasa Calpe, 1988. ISBN 84-239-1854-8
- Etología, ciencia actual Barcelona : Anthropos, 1986.. ISBN 84-85887-91-3
- Aristóteles: de la filosofía a la ciencia Barcelona : Montesinos, D.L. 1986. ISBN 84-7639-005-X
- Problemas y métodos de la literatura Espasa Calpe, 1984. ISBN 84-239-6522-8
- Literatura griega: contenidos, métodos y problemas: Ariel, 1983. ISBN 84-344-8358-0
- Comprendre la Grècia classica amb Joan Soler i Amigó, Editorial Teide, S.A., 1983. ISBN 84-307-8383-0
- Comprender la Grecia clásica Editorial Teide, S.A., 1983. ISBN 84-307-8384-9
- Los orígenes helénicos de la medicina occidental Madrid : Guadarrama, 1982. ISBN 84-335-0265-4
- Tucídides: Historia, ética y política Madrid : Rialp, 1981. ISBN 84-321-2085-5